# Grand-Akoudzin
Grand-Akoudzin est une localité située dans le Sud de la Côte d'Ivoire, et appartenant au département d'Adzopé, dans la Région de l'Agnéby. La localité de Grand-Akoudzin est un chef-lieu de commune. Le périmètre de la commune de Grand-Akoudzin englobe dans ses limites, les villages d’Andé, Grand-Akoudzin et les campements qui leur sont rattachés.